# Пригоди Джиммі Нейтрона: хлопчика-генія
«Пригоди Джиммі Нейтрона, хлопчика-генія» (англ. The Adventures of Jimmy Neutron, Boy Genius) — американський анімаційний телесеріал із використанням комп'ютерної графіки, заснований на фільмі Джона Девіса 2001 року «Джиммі Нейтрон: Геніальний хлопчик», та є його прямим продовженням. Мультсеріал транслювався на Nickelodeon протягом трьох сезонів з 20 липня 2002 року по 25 листопада 2006 року. Трьох головних персонажів серіалу озвучують Дебі Дерріберрі (Джиммі), Джеффрі Гарсіа (Шин) і Роба Полсена (Карл).

## Сюжет
Мультсеріал розповідає про пригоди 11-річного хлопчика генія, що живе в місті Ретровіль зі своїми друзями Карлом Візером та Шином Естевезом. Джиммі Нейтрон є великим винахідником, але його геніальні винаходи часто створюють йому неприємності. 

## Персонажі
Джеймс“Джиммі” Нейтрон (англ. James «Jimmy» Neutron) 
Карл Візер (Carl Wheezer)
Шин Естевез (Sheen Estevez)
Ґоддард (Goddard)
Сінді Вортекс (Cindy Vortex)
Г'ю Нейтрон (Hugh Neutron)
Джуді Нейтрон (Judy Neutron)

## Серії
| Сезон         | Серії         | Перший показ      | Останній показ    |
| ------------- | ------------- | ----------------- | ----------------- |
| Пілотна серія | Пілотна серія | 7 вересня 1998    | 7 вересня 1998    |
| Фільм         | Фільм         | 21 грудня 2001    | 21 грудня 2001    |
| 1             | 20            | 20 липня 2002     | 5 вересня 2003    |
| 2             | 20            | 19 вересня 2003   | 9 липня 2004      |
| 3             | 21            | 11 листопада 2004 | 25 листопада 2006 |

## Виробництво
Кіт Алкорн і Джон А. Девіс створили Джиммі (тоді його звали Джонні Квазар) десь у 1980-х роках і написали сценарій під назвою Runaway Rocketboy (пізніше назва пілоту), який було залишено. Пізніше Девіс наткнувся на цю ідею, переїжджаючи в новий будинок на початку 1990-х. Він переробив його як короткометражний фільм під назвою «Джонні Квазар» і представив його на SIGGRAPH, де він познайомився зі Стівом Одекерком та разом працювали над мультсеріалом короткометрівки, а також над фільмом. Джиммі Квазара вирішили перейменувати в Джиммі Нейтрона, тому що це ім'я звучало жахливо схоже на Джонні Квеста.
Пілот транслювався короткими міні-епізодами на Nickelodeon до виходу фільму. Пізніше він був включений як додатковий на DVD-диски. Спочатку короткометрівка мала вийти на KaBlam!, але показ було скасовано ще до виходу епізоду.

### Анімація
Під час переходу від анімаційного фільму до телевізійного серіалу, DNA Productions переобладнала свій конвеєр, щоб повторно використовувати ресурси для серій. Дехто з команди програмістів у студії запрограмував спеціальний код, який дозволяв аніматорам анімувати сцени в Maya, які потім можна відобразити в Lightwave. Це допомогло команді встигнути до дедлайну і уникнути перевищення бюджету.

## Відгуки
Отримавши переважно схвальні відгуки після виходу на екрани, серіал був лауреатом різноманітних номінацій, таких як Kids’ Choice Awards у 2006 та 2007 роках, а також отримав нагороду Енні за «Видатні досягнення в анімаційному телевізійному виробництві для дітей» у 2004 році. Спіноф серіалу «Планета Шин» транслювався з 2010 по 2013 рік.